# Kathy Valentine
Kathryn "Kathy" Valentine (7 de enero de 1959) es una guitarrista y compositora estadounidense, reconocida por su trabajo con la banda de rock The Go-Go's, la primera agrupación totalmente femenina en tener un álbum en la posición No. 1 de las listas de éxitos en los Estados Unidos.

## Carrera
Ingresó a The Go-Go's inicialmente como bajista, instrumento que jamás había practicado. Poco después se le ofreció un puesto permanente en la banda, que fue firmada por I.R.S. Records poco tiempo después. Grabó con la banda el álbum debut, llamado Beauty and the Beat.
En el segundo álbum se incluyó una canción compuesta anteriormente por Valentine, llamada "Vacation". La canción finalmente fue escogida como el sencillo principal del disco. En su tercer álbum, Talk Show, Valentine coescribió con la guitarrista Charlotte Caffey el sencillo "Head over Heels" y tocó la guitarra principal en varias canciones, incluido el sencillo "Turn To You".
La banda luchó con dificultades internas durante la grabación de Talk Show y trató de mantenerse unida después de la salida de la guitarrista rítmica Jane Wiedlin. Valentine se convirtió en guitarrista a tiempo completo en la agrupación y Paula Jean Brown fue contratada para tocar el bajo. La banda se separó en 1985. Kathy se reunió con los miembros originales de la agrupación de manera esporádica en los años siguientes. En 2005 lanzó su primer álbum en solitario, titulado Light Years. También hizo parte de las agrupaciones The BlueBonnets, The Delphines y The Textones.

## Discografía

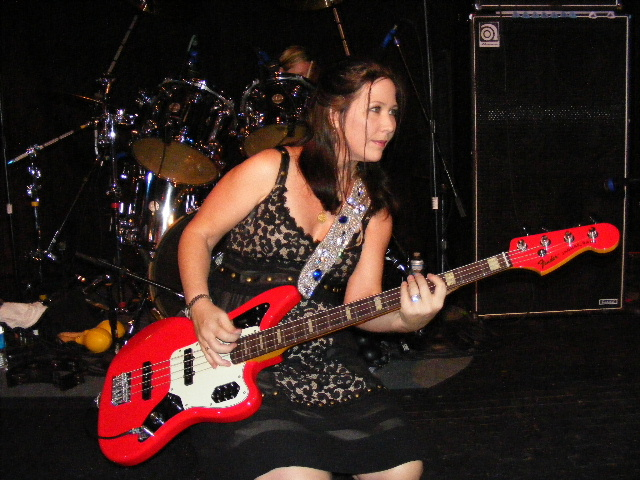
Valentine en 2008.

### Solista
- 2005: Light Years

### The Go-Go's
- 1981: Beauty and the Beat
- 1982: Vacation
- 1984: Talk Show
- 2001: God Bless The Go-Go's

### The BlueBonnets
- 2010: Boom Boom Boom Boom
- 2014: Play Loud
- 2017: Tonewrecker

### The Delphines
- 1997: The Delphines
- 2001: Cosmic Speed